# Richard Wright (fodboldspiller)
Richard Ian Wright (født 5. november 1977) er en engelsk tidligere fodboldspiller (målmand) og målmandstræner. Gennem karrieren spillede han mange år hos Ipswich Town, og var også tilknyttet blandt andet Everton og Arsenal.
Han deltog ved EM i fodbold 2000.